# Göran Wärff
Göran Adolf Henry Wärff, född 17 september 1933 i Slite i Othems församling på Gotland, död 17 maj 2022, var en svensk glaskonstnär och formgivare.

## Biografi
Göran Wärff var son till apotekaren Harry Wärff och textilläraren Inga Nyberg. Han bedrev arkitekturstudier vid Technische Hochschule i Braunschweig i Tyskland 1956–1958 och konsthantverk vid Hochschule für Gestaltung Ulm 1958–1959 samt måleristudier i London. 
Göran Wärff var 1960–1972 gift med Ann Schaefer (född 1937), med vilken han fick döttrarna skulptören Hanna Wärff Radhe (född 1961) och grafiska formgivaren Amanda Wärff (född 1963). Från 2000 till sin död var han gift med Lena Nilsson Wärff (född 1948), med vilken han fick en tredje dotter (född 1980). 
Wärff avled i maj 2022. 

## Konstnärskap

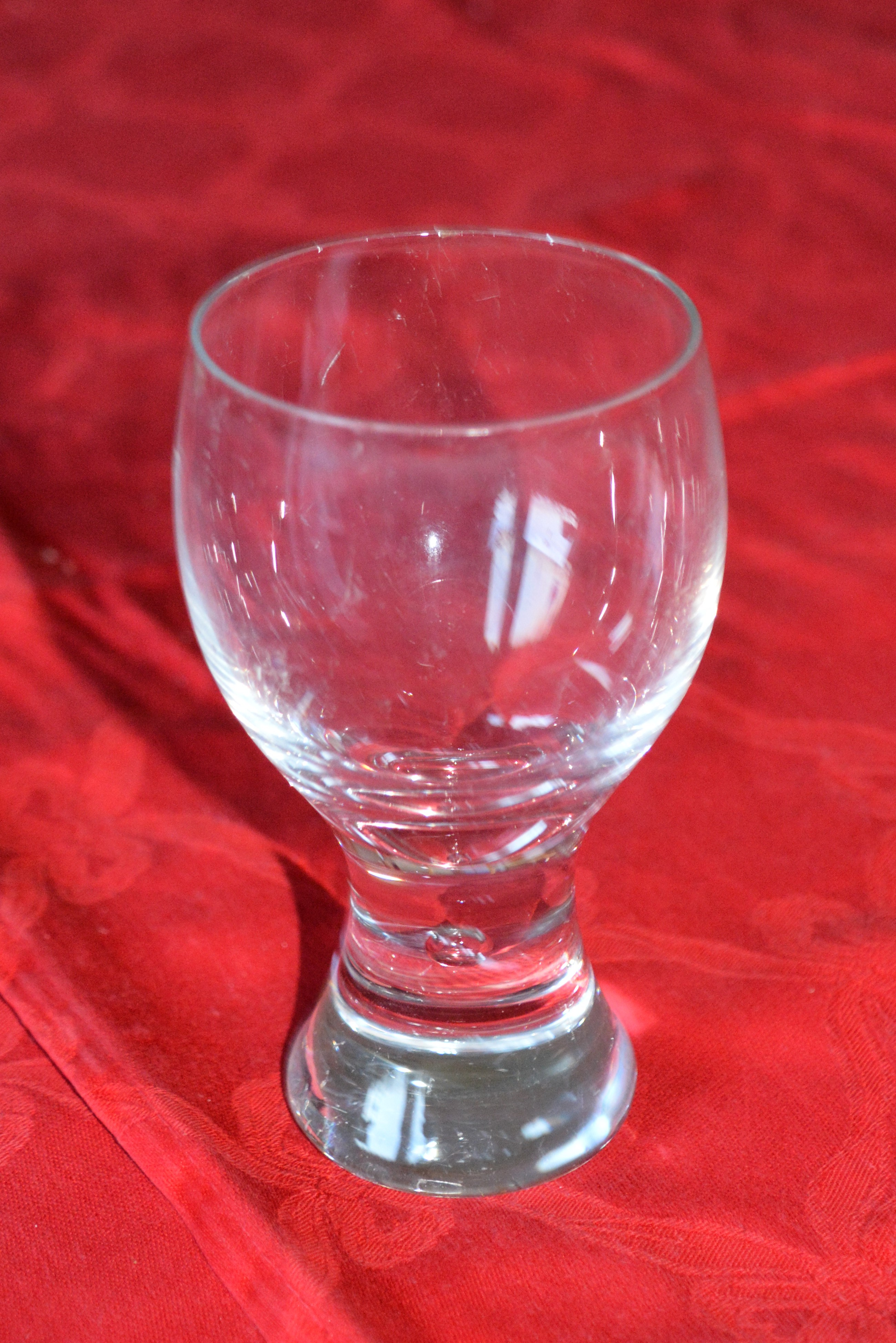
Dricksglas ur serien Rondo.

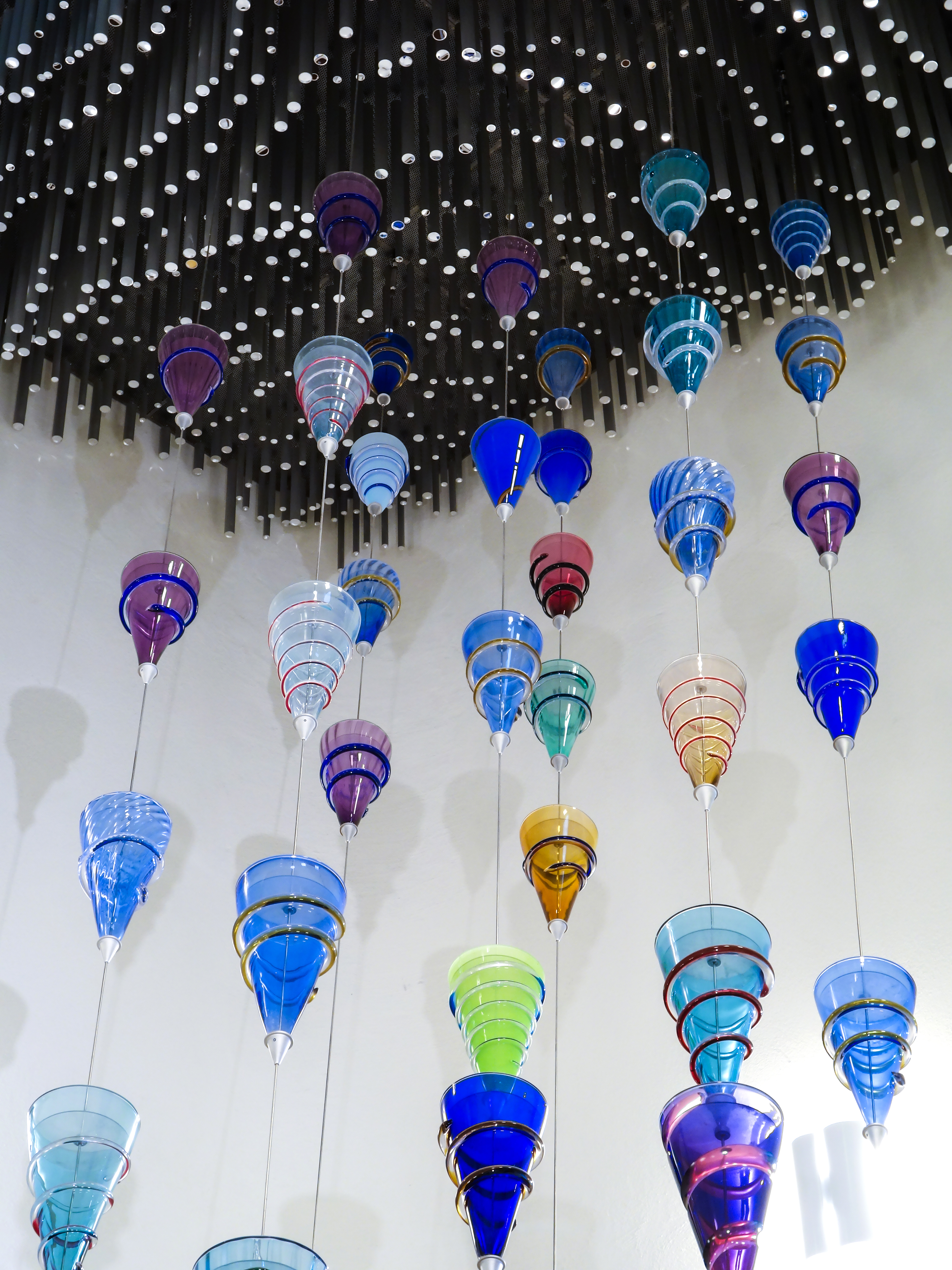
Stenens sång om rymden, skulptur på Norra Älvsborgs Länssjukhus.

Tillsammans med dåvarande hustrun Ann Wärff arbetade han som formgivare på Pukebergs glasbruk 1960–1964. Från 1964 arbetade de under Erik Rosén på Kosta glasbruk (från 1975 Kosta Boda). De fick 1968 Lunningpriset för gemensamt formgivna bruksglas, bland andra servisserien Brava. Separat ställde han bland annat ut på Form i Malmö och på Varbergs museum. Han medverkade i ett stort antal konsthantverksutställningar på bland annat Liljevalchs konsthall, Röhsska konstslöjdmuseet och i Malmö, Karlstad samt Varberg. 
Han har utfört ett antal offentliga konstverk, bland andra i Sydneys operahus 1976 och dopfunten i glas i Växjö domkyrka. En av hans servisglasserier för Kosta är Rondo. Han arbetade även med formgivning av barnmöbler i trä utförda i en robust och fantasifull stil. Wärff är också känd som formgivare till Jerringpriset, den stora glasskålen som delas ut till vinnaren av priset med samma namn.
Wärff finns representerad vid Nationalmuseum i Stockholm, Röhsska museet, Malmö museum, Smålands museum, Kulturen, Hallands kulturhistoriska museum, Nordiska museet, Tekniska museet, KODE kunstmuseer og komponisthjem, British Museum och Victoria and Albert Museum.